# كيرن إيفانز
كيرن إيفانز (بالإنجليزية: Kieran Evans)‏ هو كاتب سيناريو بريطاني، ولد في 8 فبراير 1969 في سانت ديفيدز في المملكة المتحدة.

## وصلات خارجية
- كيرن إيفانز على موقع IMDb (الإنجليزية)
- كيرن إيفانز على موقع ألو سيني (الفرنسية)
- كيرن إيفانز على موقع ميوزك برينز (الإنجليزية)
- كيرن إيفانز على موقع أول موفي (الإنجليزية)
- كيرن إيفانز على موقع ديسكوغز (الإنجليزية)
- كيرن إيفانز على موقع قاعدة بيانات الفيلم (الإنجليزية)